# West Milton (Pensilvania)
West Milton es un lugar designado por el censo ubicado en el condado de Union en el estado estadounidense de Pensilvania. En el año 2010 tenía una población de 900 habitantes.

## Geografía
West Milton se encuentra ubicado en las coordenadas 40°1′6″N 76°52′36″O / 40.01833, -76.87667.. Según la Oficina del Censo de los Estados Unidos, West Milton tiene una superficie total de 0,83 mi² (2,1 km²), de la cual 0,83 mi² (2,1 km²) corresponden a tierra firme y 0 mi² (0 km²) es agua.